# Winthemia pinguioides
Winthemia pinguioides är en tvåvingeart som först beskrevs av Townsend 1934.  Winthemia pinguioides ingår i släktet Winthemia och familjen parasitflugor. Inga underarter finns listade i Catalogue of Life.